# Protoarchimandryta
Protoarchimandryta – tytuł, używany przez duchownych w chrześcijańskich Kościołach wschodnich. Przysługuje archimandrytom niektórych zespołów monasterów.